# A Love Like War
A Love Like War ist ein Lied der US-amerikanischen Pop-Punk-Band All Time Low. Es erschien am 2. September 2013 und ist auf der Neuauflage des fünften Albums der Band, Don’t Panic: It’s Longer Now!, zu finden.
Als Gastmusiker wirkt Vic Fuentes von Pierce the Veil mit. Fuentes schrieb neben Mike Green und Alex Gaskarth an dem Liedtext.
Ein Musikvideo wurde am 3. September 2013 auf YouTube veröffentlicht. Dort war es in Deutschland zwischenzeitlich nicht abrufbar. Allerdings wurde das Video später auch auf Vimeo und MyVideo offiziell veröffentlicht. In dem Musikvideo sieht man die Musiker im Kino einen Schwarz-Weiß-Film sehen. Im gesamten Verlauf des Videos wird Sidescrolling angewandt. Das Musikvideo erhielt eine Nominierung bei den Kerrang! Awards.
Im Vereinigten Königreich stieg die Single auf Platz 56 der britischen Singlecharts und in Belgien auf Platz 90 ein. Bei der ersten Verleihung der Alternative Press Music Awards am 21. Juli 2014 gewann das Lied in der Kategorie Lied des Jahres und setzte sich unter anderem gegen Shadow Moses von Bring Me the Horizon durch.
Zwischenzeitlich wurde das Lied in den Vereinigten Staaten mit einer Goldenen Schallplatte bedacht.